# NGC 934
NGC 934 è una vasta galassia lenticolare situata nella costellazione della Balena, a una distanza di circa 292 milioni di anni luce dalla nostra Via Lattea.

## Scoperta
La galassia è stata scoperta nel 1876 dall'astronomo tedesco Wilhelm Tempel.

## Descrizione
NGC 926 e NGC 934 sono situate nella stessa regione di cielo; secondo lo studio realizzato da Mahtessian nel 1998 esse formano una coppia di galassie.